# 崎川才四郎

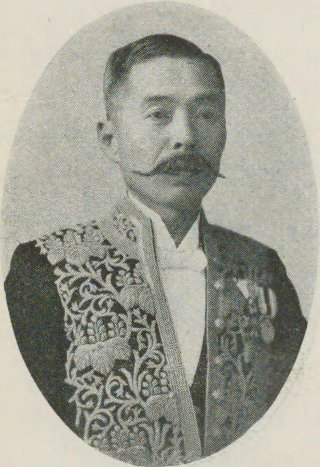
崎川才四郎

崎川 才四郎（さきがわ さいしろう、明治3年3月15日（1870年4月15日） - 昭和31年（1956年）12月4日）は、日本の農商務官僚、商工官僚。

## 経歴
肥前国小城郡岩松村（現在の佐賀県小城市）出身。崎川幸親の長男。第二高等学校を経て、1896年（明治29年）に東京帝国大学法科大学政治科を卒業し、同年に高等文官試験に合格した。農商務属、同参事官、同書記官、山林局書記官、福岡鉱山監督署長、大阪鉱山監督署長、特許局長、鉱山局長を歴任した。1923年（大正12年）に特許局長官に就任し、1930年（昭和5年）5月には親任官待遇を受けた。
同年7月に退官した後は、北樺太石油株式会社取締役、東洋窒素工業株式会社顧問を務めた。

## 家族
- 父・崎川幸親 ‐ 佐賀県士族[5]
- 妻・ツル‐北海道拓殖銀行取締役・馬島渡の妹。[5]
- 長女・杉山貞 ‐ 中国鉄道社長・杉山岩三郎（文太郎）の弟・三郎の妻。[5]
- 弟・崎川茂太郎 ‐ 鉱山技師。東京帝国大学工科大学採鉱冶金科卒業後、大学院を経て住友別子銅山入社、欧米留学後、大蔵省調査課、日本興業銀行技師を経て三井鉱山入社。妻の千代は兄嫁ツルの妹であり、藤村操の自殺の一因とも言われる片思いの相手。[6][7]
- 甥・崎川範行（1909－2006） ‐ 茂太郎の長男。工業科学者、東京工業大学教授、日本大学教授。東京帝国大学卒。[8]
- 姪・川崎静代 ‐ 茂太郎の長女。川崎財閥一族・川崎金蔵（川崎芳太郎の三男）の妻。
- 相婿に富永鴻、有吉明など。